# Haïdra
Haïdra o Hidra (àrab: حيدرة, Ḥaydra) o Henchir Haïdra és una petita ciutat de l'oest de Tunísia, situada a la dorsal tunisiana, a pocs quilòmetres de la frontera amb Algèria. A la seva vora hi passa el Oued Haïdra. És la capital d'un municipi amb 3.451 habitants (2014) i està adscrita a la governació de Kasserine.
És coneguda pel seu jaciment arqueològic.

## Geografia

### Situació
Haïdra és el centre de la delegació del mateix nom, creada el 30 de gener de 1982, i cobreix 4.273 hectàrees. Està situada a 83,9 quilòmetres al nord-oest de Kasserine i a 249 quilòmetres a l'oest de Tunísia, a la Carretera Nacional 4 (RN4).
La ciutat està comunicada per ferrocarril des de les obres realitzades per la Compagnie des chemins de fer Bône-Guelma entre 1912 i 1941, que la va unir amb Kasserine, Tébessa i Kalaa Khesba.

### Clima
El clima de Haïdra és semiàrid, com en gran part del centre-oest de Tunísia.

## Història
És l'antiga Ammaedara o Ad Medara, fundada al segle i aC, és una de les ciutats romanes més antigues d'Àfrica; va ser seu de la Legió III Augusta des del govern d'August, fins que va ser traslladada per raons estratègiques a Theveste (actual Tébessa, a Algèria), a 40 quilòmetres al sud-oest, durant l'època de Vespasià. Els veterans es van establir llavors en Ammaedera, que va rebre l'estatus de colònia (Colònia Flavia Augusta Emerita Ammaedara) en l'any 75. La creació d'una colònia en aquesta part de la província romana d'Àfrica va permetre el control de les carreteres que passaven sobre els terrenys de viatge dels musulamis.
Convertida en una cruïlla de camins, travessat en particular per l'eix de penetració que unia Cartago amb Theveste, la ciutat es va desenvolupar ràpidament i va ser equipada amb un gran nombre de monuments, incloent un arc de triomf dedicat a Septimi Sever.
A mesura que el cristianisme es va desenvolupar, va esdevenir un bisbat en 258. En 411, la ciutat va ser escenari d'enfrontaments entre catòlics i donatistes, i la població es va dividir en dos bàndols dirigits per dos bisbes.
Despoblada parcialment sota els vàndals, els romans d'Orient la van restaurar i hi van construir una fortalesa per fer front als atacs amazics (després del 533); les restes de la fortalesa romana d'Orient encara es conserven així com unes termes subterrànies i una església.
Va ser descrita el segle xix i excavada el 1909 i entre 1930 i 1940. El 1967 va començar a treballar un equip francès sota la direcció Noël Duval, que va rebre la cooperació tunisiana el 1992.

### Jaciment arqueològic
Haïdra és coneguda pel seu jaciment arqueològic, el de la ciutat de Ammaedara.

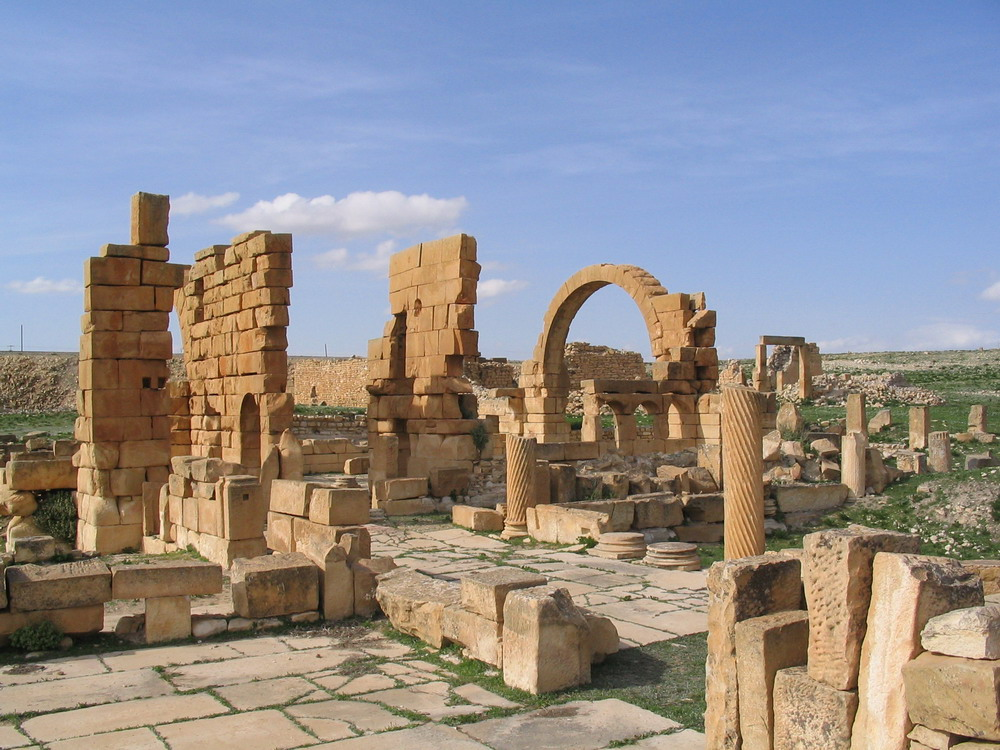
Monument als abeuradors
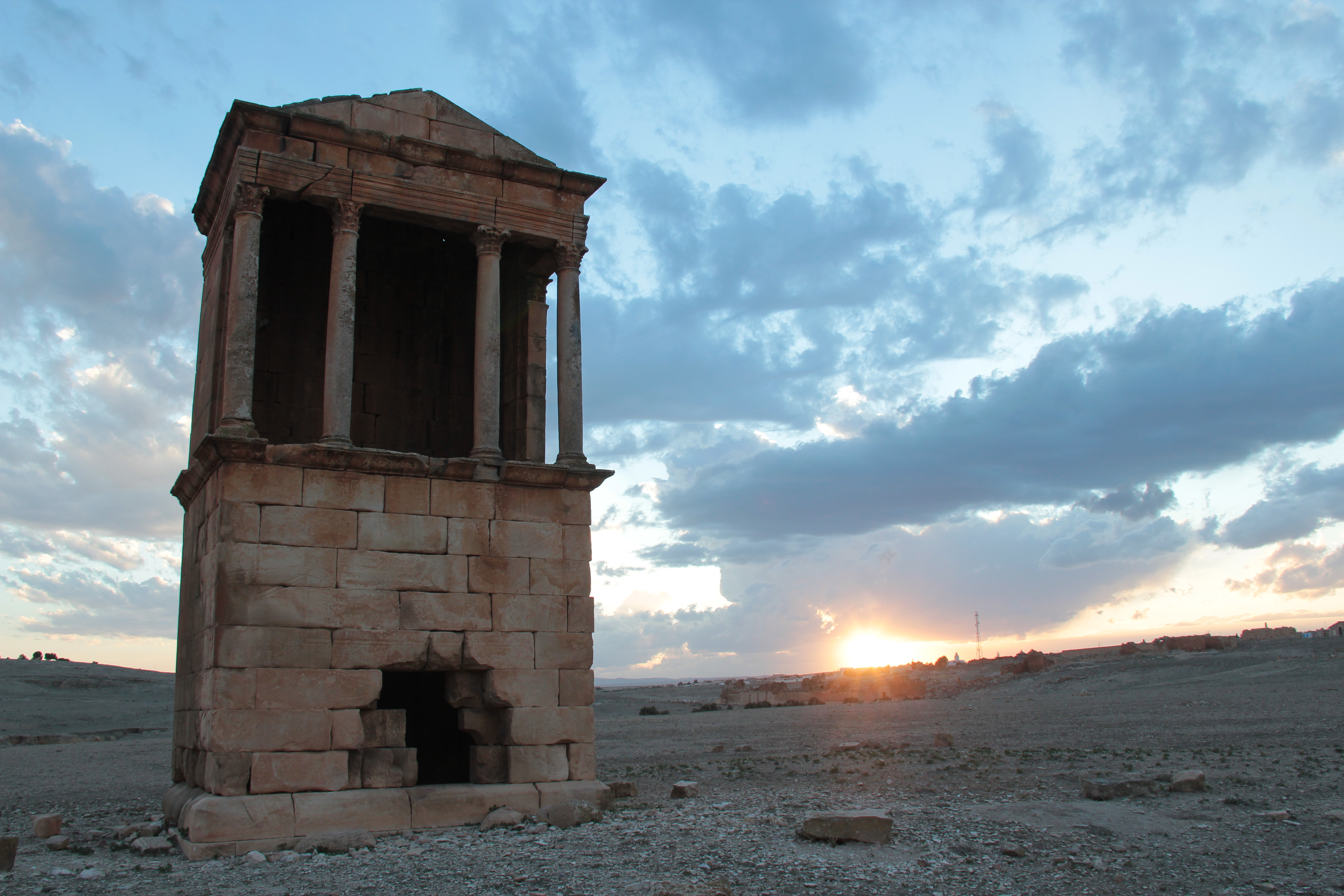
Mausoleu en forma de temple, amb quatre columnes corínties sobre una base amb una inscripció llatina
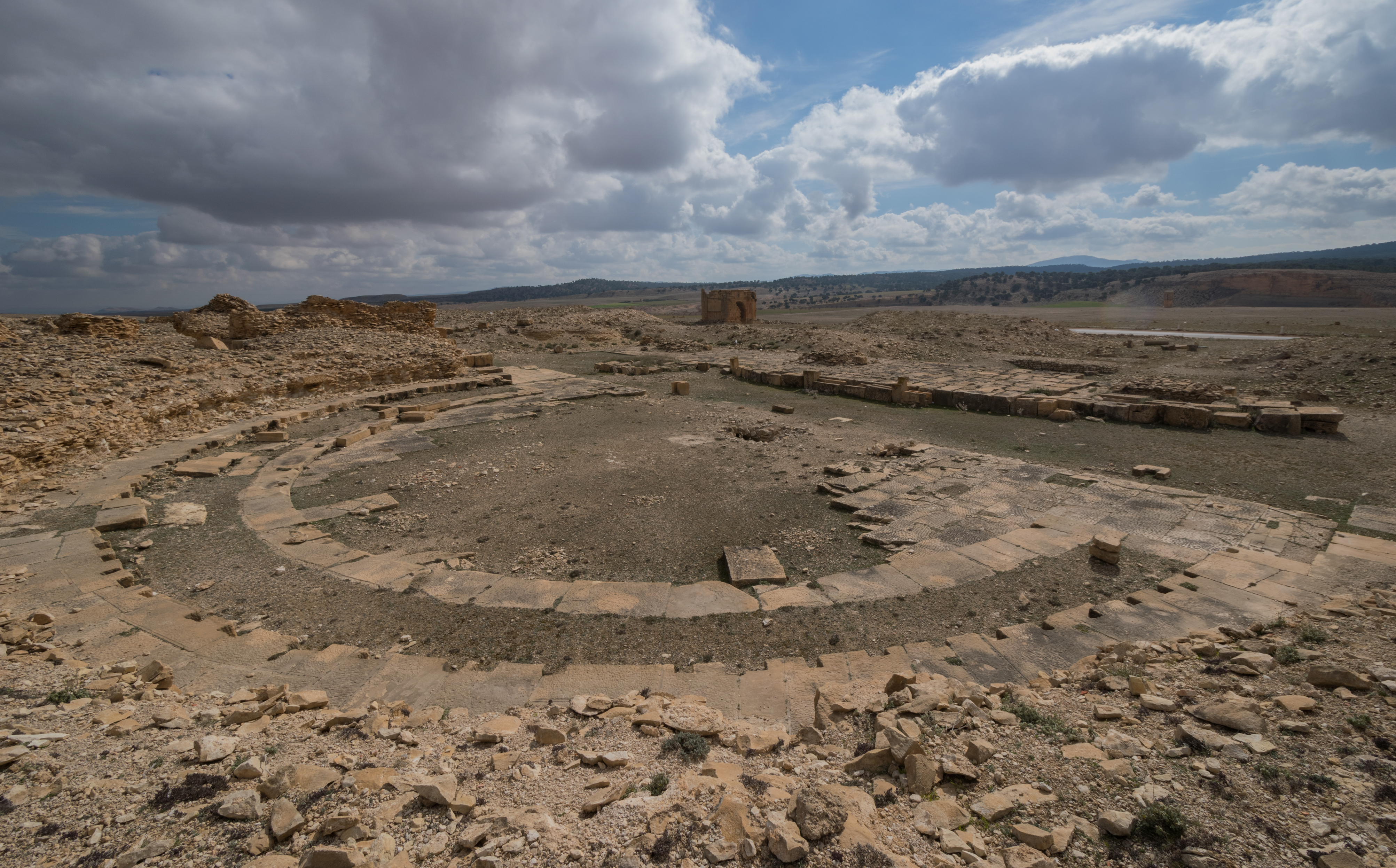
Teatre de Haïdra

Un mosaic de més de 1.700 anys d'antiguitat, descobert a Haïdra durant l'hivern de 1939-1940, va ser donat a les Organització de les Nacions Unides pel president Habib Bourguiba el 1961. Encara està exposat a l'entrada nord de la sala de delegats de la seu de l'ONU.

## Administració
És el centre de la delegació o mutamadiyya homònima, amb codi geogràfic 42 60 (ISO 3166-2:TN-12), dividida en sis sectors o imades:
- Hidra (42 60 51)
- T'baga (42 60 52)
- El Mekimen (42 60 53)
- Lajrad (42 60 54)
- Es-Sray (42 60 55)
- Aïn Eddefla (42 60 56)

Al mateix temps, forma una municipalitat o baladiyya (codi geogràfic 42 16).